# Sven Ottke
Sven Ottke (* 3. Juni 1967 in Berlin-Tempelhof) ist ein deutscher Sportler und war von 1998 bis 2004 Profiboxer und Weltmeister.

## Jugend und Amateur
Sven Ottke lernte nach der Schule zuerst Stuckateur, später auch Industriekaufmann. Mit 14 Jahren ging er zum Spandauer BC 26 Berlin, um das Boxen zu erlernen, laut eigener Aussage, weil er in anderen Sportarten immer nur Zweiter geworden war. Seine Kritiker, die bemängelten, er habe zu spät damit angefangen, widerlegte er, als er bereits zwei Jahre später, im Alter von 16 Jahren, zum ersten Mal Deutscher Meister in der Juniorenklasse wurde. Er setzte seine Erfolgsserie auch in der Männerklasse fort. Ottke war Mitglied des TSC Boxring Berlin, Ende Dezember 1991 wechselte er zum Karlsruher SC.
Insgesamt gewann Ottke elf deutsche Meistertitel: 1985 bis 1991 im Mittelgewicht, 1992 und 1993 im Halbschwergewicht und 1995 und 1996 wieder im Mittelgewicht bis 75 kg. In den Finalkämpfen besiegte er 1990 und 1991 Norbert Nieroba, 1992 Torsten May, 1995 Dirk Eigenbrodt und 1996 Kai Kurzawa. 1994 verlor er das Finale gegen Thomas Ulrich.
1988, 1992 und 1996 nahm er an den Olympischen Spielen teil, ohne die Medaillenränge zu erreichen. In Seoul 1988 scheiterte er im Viertelfinale am Kanadier Egerton Marcus. Bei den Olympischen Sommerspielen 1992 in Barcelona und 1996 in Atlanta unterlag er gegen Ariel Hernández aus Kuba, gegen den er im Laufe seiner Karriere vier Begegnungen nach Punkten verlor.

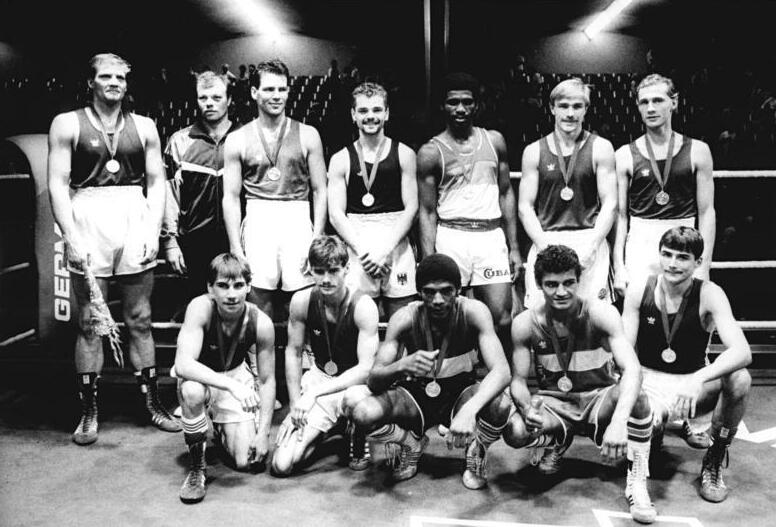
1989 beim 20. TSC-Turnier in Berlin: Sven Ottke (stehend, 4. von links) neben Henry Maske

Bei den Weltmeisterschaften 1989 in Moskau belegte er als 21-Jähriger nach einer Halbfinalniederlage gegen den Kubaner Ángel Espinosa den dritten Rang und gewann seine erste internationale Medaille. Bei der WM 1991 in Sydney verlor er im Viertelfinale gegen Alexander Lebsjak aus der Sowjetunion. Bei den Titelkämpfen 1993 in Tampere wurde er wieder einmal von Ariel Hernández gestoppt.
1987 in Turin nahm Ottke erstmals an den Europameisterschaften teil und schied dort im Viertelfinale gegen den Polen Henryk Petrich durch einen Erstrunde-KO aus. 1989 in Athen unterlag er im ersten EM-Kampf gegen Andrei Kurnjawka aus der Sowjetunion. 1991 gewann er unter Führung von Bundesstützpunktrainer Ulli Wegner in Göteborg seinen ersten Europameistertitel. Bei der EM 1993 in Bursa gewann er nach einer knappen Punktniederlage gegen den Lokalmatador Sinan Şamil Sam die Bronzemedaille. 1996 errang Ottke im dänischen Vejle zum zweiten Mal die Europameisterschaft im Limit bis 75 kg durch einen Finalsieg über den Ungarn Zsolt Erdei.
Weitere internationale Erfolge gelangen ihm mit zweiten Plätzen beim Weltcup 1994 in Bangkok und den Goodwill Games 1990 in Seattle.
Ottke besiegte in seiner Amateurlaufbahn die späteren Profiweltmeister Dariusz Michalczewski, Michael Moorer, Chris Byrd, Antonio Tarver und beim Chemiepokal 1994 auch Juan Carlos Gómez. Gegen Henry Maske verlor er beim TSC-Turnier 1988 nach Punkten und beim letzten Länderkampf der DDR gegen die BRD durch einen umstrittenen Tiefschlag durch K. o. Ottke hat sechsmal gegen Henryk Petrych geboxt und konnte gegen den Polen nie gewinnen. Von 335 Kämpfen gewann er 286.

## Profi
Ottkes Amateurtrainer Ulli Wegner war 1996 ins Profigeschäft eingestiegen und zum Sauerland-Boxstall gewechselt. Wegner („Der wird der beste Profi“) war überzeugt, dass Ottke den Übergang vom Amateur zum Profi gut meistern würde. Als er Ottke zu Sauerland holen wollte, stieß er mit dieser Idee unter anderem bei Wilfried Sauerland zunächst auf Ablehnung. Wegner steckte der Presse, dass Ottke Profi werden würde. Es kamen bereits Meldungen, dass Ottke zu Sauerlands Konkurrent Universum wechsele, Ottke entschied sich 1997 letztlich aber doch für Sauerland und Wegner. Schon ein knappes Jahr später, am 24. Oktober 1998, konnte er mit einem Punktsieg gegen den US-Amerikaner Charles Brewer den Weltmeistertitel nach IBF-Version gewinnen. Der Kampf fand in Düsseldorf statt, die Entscheidung der Punktrichter fiel knapp für Ottke aus, Brewer fühlte sich durch das Urteil benachteiligt.
Den Titel verteidigte er in den folgenden Jahren unter anderem gegen Glen Johnson, Silvio Branco, Anthony Mundine und Rudy Markussen. Seine Karriere krönte er mit dem zusätzlichen Gewinn der Weltmeisterschaft nach WBA-Version am 13. März 2003: Vor 10.500 Zuschauern in der Max-Schmeling-Halle bezwang er Byron Mitchell in einem temporeichen Kampf nach Punkten, wobei Ottke in der Schlussrunde unter Druck geriet, sich aber über die Zeit rettete. Er wurde damit der zweite Deutsche nach Dariusz Michalczewski, der die WM-Titel von zwei Verbänden hielt. Am 27. März 2004 trat Ottke mit einem Sieg gegen Armand Krajnc nach 23 erfolgreichen Titelverteidigungen als ungeschlagener Weltmeister ab. Seinen Rücktritt vom Profiboxsport teilte er im Ring nach dem Sieg in Magdeburg gegen den Schweden mit, zuvor hatte er niemanden darüber in Kenntnis gesetzt.
Ottke bestritt insgesamt 34 Profikämpfe, die er alle gewann. In der Rangliste der besten Boxer aller Zeiten belegt Ottke im Super-Mittelgewicht momentan (Januar 2020) den neunten Rang und ist damit erfolgreichster Deutscher in dieser Gewichtsklasse.
Ottke war für seine Ausweichkünste bekannt und bei manchen, die die offensive Boxweise bevorzugen, auch unbeliebt. Er wurde als „Boxer mit Kopf und Auge“ bezeichnet, als das „Phantom“, das vom Gegner nicht getroffen werden konnte. Sein Trainer Wegner beschrieb seinen Schützling als bewegungsschnellen Boxer mit guten Reflexen.

## Comebackplan
Am 26. Januar 2008 wurde bekannt, dass Sven Ottke plante, für einen Kampf gegen Dariusz Michalczewski in den Ring zurückzukehren. Der Kampf sollte am 24. Mai 2008 in der TUI Arena in Hannover stattfinden. Möglich wurde dies, weil der zwischen Michalczewski und Graciano Rocchigiani angekündigte Kampf an den finanziellen Rahmenbedingungen gescheitert war. Wie es hieß, soll Rocchigiani zu viele Forderungen gestellt haben. Für Ottke wäre damit eine fast vierjährige Ringpause zu Ende gegangen. Da beide Boxer bisher in unterschiedlichen Gewichtsklassen geboxt haben, forderte Ottke ein Höchstgewicht von 84 kg für den anstehenden Kampf. Am 7. April 2008 wurde der Kampf abgesagt. Eine Einigung über die Rahmenbedingungen scheiterte erneut an finanziellen Gründen.

## Sonstiges
Als 10-Jähriger erlebte er die Trennung seiner Eltern. Größtenteils wuchs er danach bei den Großeltern auf. Schon in der Schule hatte er einen unbändigen Bewegungsdrang, war oft in Schlägereien verwickelt, bis er auf Vermittlung eines Freundes zum Boxen kam.
Seiner beruflichen Ausbildung maß Ottke stets eine hohe Bedeutung bei. Nach der Mittleren Reife erlernte er den Beruf des Stuckateurs und konnte durch die Förderung des Landessportbundes Berlin bis 1992 eine Ausbildung zum Industriekaufmann u. a. im OSZ für Industrie und Datenverarbeitung in Berlin-Wilmersdorf absolvieren. 1993 trat er eine Stelle bei seinem Sponsor Mercedes-Benz in Mannheim an.
Von Boxkollege Thorsten Spürgin übernahm Ottke die Leidenschaft für das Langstreckenlaufen. Am 12. September 2004 lief Ottke in Köln seinen ersten Marathon in einer Zeit von 3:47:53 und im folgenden Jahr an gleicher Stelle 3:43:29. Am 13. Mai 2007 kam er beim Halbmarathon im Rahmen des Ruhrmarathons von Oberhausen nach Gelsenkirchen mit 1:44:20 ins Ziel.
Nach eigenen Angaben widmet sich Ottke nun seiner zweiten sportlichen Leidenschaft, dem Golfen. Boxerisch wird er als Kommentator bei der ARD erhalten bleiben.

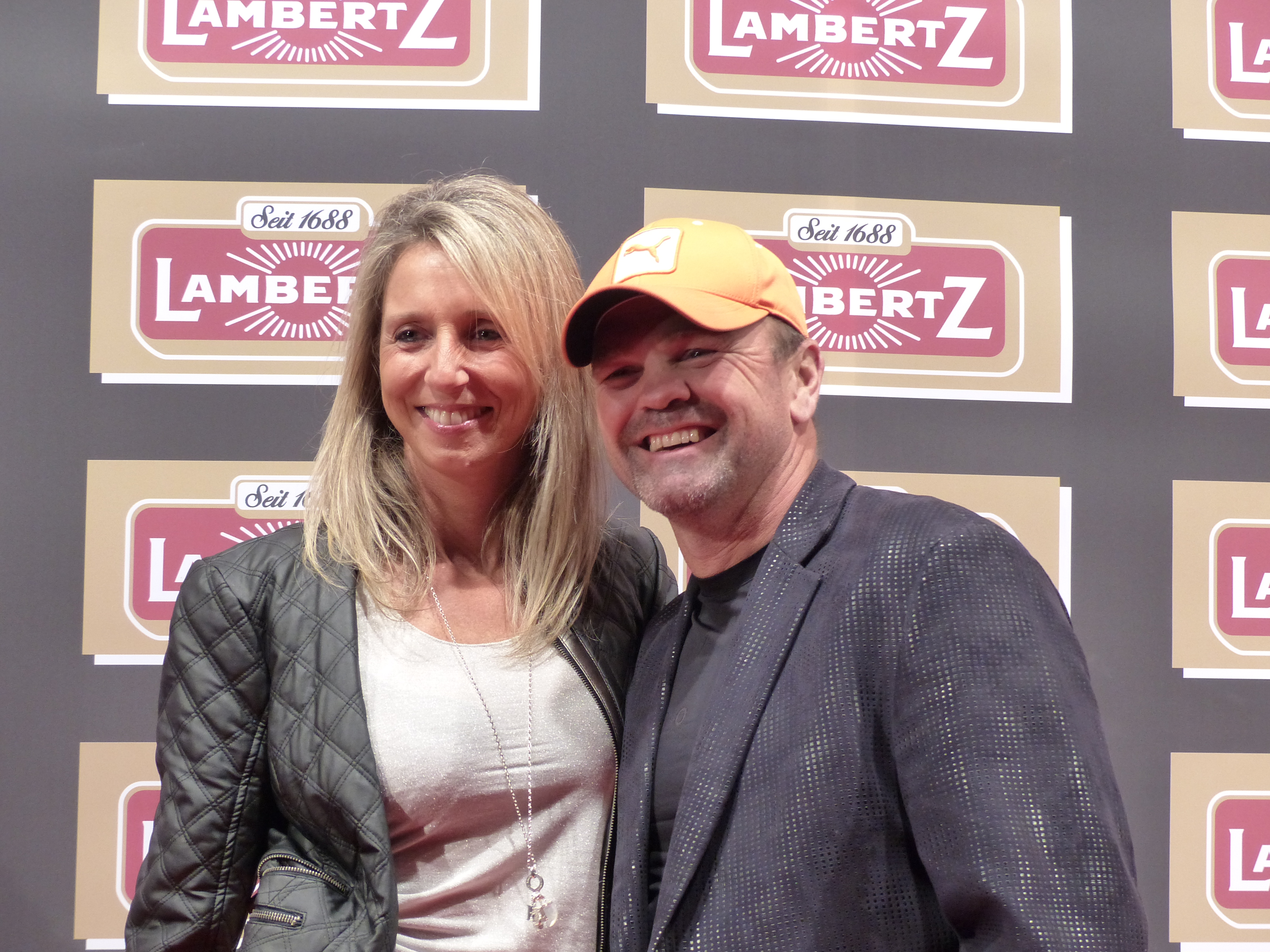
Sven Ottke mit seiner Ehefrau Monic (2016)

Derzeit lebt er in Karlsruhe. 1993 heiratete Sven Ottke seine Freundin Gabi Reha. Inzwischen sind die beiden aber wieder geschieden. Mit ihr hat er die Tochter Rebecca (* 1993) und den Sohn Marc-Steffen (* 2001). Im Januar 2009 bekamen er und seine neue Freundin Monic das erste gemeinsame Kind, ein Mädchen namens Emily Svenic. Im Oktober 2006 nahm Sven Ottke gemeinsam mit Eiskunstläuferin Mandy Wötzel an der RTL-Show Dancing on Ice teil. Er nahm an der 6. Wok-WM 2008 teil.
Mit seinem Verein Sven hilft..! e. V. unterstützt er Institutionen, die mit gewaltbereiten, schwer erziehbaren Jugendlichen arbeiten.
Anfang 2020 nahm er an der 14. Staffel von Ich bin ein Star – Holt mich hier raus! teil. Er belegte den zweiten Platz.

## Erfolge
- Amateurbilanz: 256 Siege – 47 Niederlagen – 5 Unentschieden

- 1985: 3. Platz im Mittelgewicht beim 13. Internationalen Gazeta Pomorska Tournament in Bydgoszcz
- 1985: Deutscher Meister im Mittelgewicht
- 1986: Deutscher Meister im Mittelgewicht
- 1986: 2. Platz beim 8. Internationalen Feliks Stamm Memorial in Warschau
- 1987: Deutscher Meister im Mittelgewicht
- 1988: Deutscher Meister im Mittelgewicht
- 1989: Deutscher Meister im Mittelgewicht
- 1989: 1. Platz im Mittelgewicht beim 9. Internationalen Intercup in Köln
- 1989: 3. Platz im Mittelgewicht bei der 5. Weltmeisterschaft in Moskau
- 1990: Deutscher Meister im Mittelgewicht
- 1990: 2. Platz im Mittelgewicht bei den 2. Goodwill Games von Seattle
- 1991: Deutscher Meister im Mittelgewicht
- 1991: Europameister im Mittelgewicht bei der 29. Europameisterschaft in Göteborg
- 1992: Deutscher Meister im Halbschwergewicht
- 1992: 1. Platz im Halbschwergewicht beim 15. Internationalen Tammer Tournament in Tampere
- 1993: Deutscher Meister im Halbschwergewicht
- 1993: 3. Platz im Halbschwergewicht bei der 30. Europameisterschaft in Bursa
- 1994: 1. Platz im Halbschwergewicht beim 22. Chemiepokal
- 1994: 2. Platz im Mittelgewicht beim 7. World Cup in Bangkok
- 1995: Deutscher Meister im Mittelgewicht
- 1995: 1. Platz im Mittelgewicht beim Multi Nations Tournament von Liverpool
- 1996: Deutscher Meister im Mittelgewicht
- 1996: 2. Platz im Mittelgewicht beim 24. Chemiepokal
- 1996: Europameister im Mittelgewicht bei der 31. Europameisterschaft in Vejle

- Profibilanz: 34 Siege – 0 Niederlagen – 0 Unentschieden

- 13. Dezember 1997: Deutscher Meister im Halbschwergewicht
- 30. Mai 1998: Internationaler Meister der WBC im Halbschwergewicht
- 24. Oktober 1998: Weltmeister der IBF im Supermittelgewicht (21 Titelverteidigungen)
- 15. März 2003: Superweltmeister der WBA im Supermittelgewicht (4 Titelverteidigungen)

## Auszeichnungen
- Berlins Sportler des Jahres 1989, 1990, 1991, 1999, 2002, 2003, 2004